# Quiet Riot
Quiet Riot – amerykański zespół grający hard rock/heavy metal założony w 1973 r. z inicjatywy Randy’ego Rhoadsa – późniejszego gitarzystę grupy Ozzy’ego Osbourne’a oraz basistę Kelly’ego Garniego. Wkrótce do składu dołączył perkusista Drew Forsythe i wokalista Kevin DuBrow. Zespół szybko zdobył popularność na lokalnej scenie w Hollywood, głównie za sprawą doskonałych umiejętności gitarzysty Randy’ego Rhoadsa, który wysuwał się na frontmana grupy i rozkwitowi sceny glamrockowej. Quiet Riot grając hard rock wylansowała wiele przebojów, jak np: „Cum On Feel the Noize” czy „Metal Health”.
Po tragicznej śmierci gitarzysty w 1982 r. grupa zawiesiła działalność. Kilka lat później nastąpiła reaktywacja, lecz bez Rhoadsa grupa nie cieszyła się takim powodzeniem jak przedtem. Grupa wielokrotnie była „definitywnie” rozwiązywana, jednak za każdym razem wznawiała działalność. Po śmierci Kevina w listopadzie 2007 zespół został rozwiązany. W 2010 Quiet Riot ponownie wznawia działalność, z nowym członkiem zespołu, a zarazem wokalistą, którym jest James Durbin.
Quiet Riot tak jak wiele innych zespołów z lat siedemdziesiątych i osiemdziesiątych ma swoją maskotkę (tak jak np. „Eddie the Head” w Iron Maiden, „Vic Rattlehead” Megadethu czy „Snaggletooth” w Motörhead).
Jest nią mężczyzna w metalowej masce i „kaftanie bezpieczeństwa”, jest ona wzorowana na Hannibalu Lecterze.

## Historia zespołu

### Lata 70.
Od założenia zespołu przez Randy’ego Rhoadsa w roku 1973, do roku 1975, uważanego za oficjalny początek kariery zespołu, Quiet Riot zdążyło zdobyć dużą grupę fanów w ich „ojczystym” Los Angeles, jednak do wydania pierwszego albumu zatytułowanego po prostu Quiet Riot (często nazywanego również przez fanów zespołu QR I) miały minąć jeszcze dwa lata.
W roku 1977, w Japonii wydany został pierwszy album Quiet Riot, nagrany przez oryginalny skład zespołu czyli
Kevina DuBrow, Randy’ego Rhoadsa, Kelly’ego Garni i Drewa Forsyntha. Kilka miesięcy później Kelly Garni jako pierwszy opuścił zespół. Na jego miejsce przyszedł nowy basista – Rudy Sarzo. W roku 1978 na rynku japońskim pojawia się drugi album – Quiet Riot II (lub QR II) nagrany w wytwórni The Record Plant.
W roku 1979 po nieudanej próbie wydania albumu na rynku amerykańskim, po radzie swojego przyjaciela Randy Rhoads jako drugi opuścił zespół i przeniósł się do Ozzy Osbourne Band. DuBrow i Forsythe natomiast starali się utrzymać Quiet Riot na powierzchni i uratować przed rozpadem.

### Lata 80.
W latach 1980–1982 nazwę „Quiet Riot” zmieniono na „DuBrow”.
Po śmierci Randy’ego Rhoadsa w katastrofie lotniczej 19 marca 1982, Kevin DuBrow podjął próby ponownego połączenia sił, jednakże żaden z oryginalnych członków zespołu nie był tym zainteresowany, dlatego Kevin DuBrow zaczął szukać nowych muzyków.
Bardzo szybko pojawił się nowy skład: Kevin DuBrow jako wokalista, Carlos Cavazo na gitarze,
na bas wrócił Rudy Sarzo, a skład dopełnił jako perkusista Frankie Banali.
We wrześniu 1982 roku, z małą pomocą producenta Spencera Proffer, Quiet Riot podpisało kontrakt z CBS Records, a 11 marca 1983 roku ich fani mogli usłyszeć ich debiutancki na amerykańskim rynku album – „Metal Health” (dwa poprzednie albumy wówczas nadal nie zostały wydane w USA).
27 sierpnia 1983 roku został wydany drugi singel „Cum On Feel the Noize/Run for Cover”.
„Cum on Feel the Noize”, cover angielskiej glamrockowej grupy Slade przez 2 tygodnie zajmował piąte miejsce listy przebojów Billboard Hot 100. Był to pierwszy heavymetalowy utwór który dotarł do Top 5 tej listy. Sukces tego utworu bardzo pomógł wypromować album Metal Health – był to pierwszy heavymetalowy album, który dotarł do szczytu najbardziej poważanej listy przebojów i stał się numerem 1 w USA. Quiet Riot w dużej mierze sukces ten zawdzięcza teledyskowi do tego utworu i MTV, która nadawała go niemal bez przerwy.
 Na początku lat 80. Quiet Riot było pierwszym zespołem tak ciepło potraktowanym przez fanów i krytyków muzycznych. Utorowało drogę zespołom takim jak Mötley Crüe.
Quiet Riot zdeklasowało nawet The Police.
Grupa poszła za ciosem i 7 lipca 1984 wydała kolejny album Condition Critical. Został on uznany za dużo gorszy przez krytyków, a wyniki jego sprzedaży nie były najlepsze – sprzedano około jednego miliona kopii. Wydawnictwo to zawierało kolejny cover Slade, a mianowicie „Mama Weer All Crazee Now”. Nie wiadomo czy była to decyzja zespołu czy producenta. W tym czasie frustracja Kevina DuBrow zaczęła narastać, tak bardzo, że zaczął okazywać młodszym zespołom „komu zawdzięczają swój sukces”.
 
Atmosfera konfliktu spowodowała odejście Rudy’ego Sarzo w roku 1985. Na jego miejsce przyjęty został Chuck Wright. W roku 1986 na półki sklepowe trafił album QR III, który okazał się kolejnym komercyjnym niewypałem. Zdenerwowani członkowie zespołu wyrzucają Kevina, z zespołu, którego był założycielem, a jego miejsce zajmuje wokalista Rough Cutt, Paul Shortino. Zwolniony również został Chuck Wright, a na jego miejsce przyszedł Sean McNabb.
W 1988 zespół wreszcie wydaje Quiet Riot, który technicznie jest albumem nagranym jeszcze z Randym Rhoadsem. W 1989 zespół poróżnił się po zakończeniu trasy koncertowej na Hawajach, Kevin DuBrow walczył o prawa do nazwy „Quiet Riot”.

### Lata 90.
W roku 1991 sytuacja zaczęła się powoli stabilizować, relacje między byłymi członkami powoli przestawały być tak napięte, DuBrow i Cavazzo utworzyli zespół Heat. Szybko jednak zmienili nazwę z powrotem na „Quiet Riot” i wydali album Terrified razem z dawnymi członkami – Frankiem Banalim i Kennym Hillery.
Wrócili też na sceny. Razem z Wisconsin’s Slam I Am jako supportem ruszyli w trasę.
W tym samym roku wydano płytę „Randy Rhoads Years” będącą kompilacją zawierająca utwory z płyt nagranych w wytwórni Columbia jeszcze z Randym Rhoadsem, z na nowo nagranymi partiami wokalnymi oraz wcześniej nie wydanych utworów.
W 1995 roku Kelly Hillery opuścił zespół i piątego czerwca 1996 roku popełnił samobójstwo.
Do zespołu ponownie zawitał Chuck Wright, co zaowocowało albumem Down To The Bone.
W tym samym roku Quiet Riot wydało także album kompilacyjny Greatest Hits zawierający utwory z lat 80.
W 1997 do zespołu wraca Rudy Sarzo i Quiet Riot ponownie wyrusza w trasę.
Trasy tej nie można uznać za udaną, zespół kilkukrotnie został aresztowany, a jeden wściekły fan wytacza Kevinowi proces sądowy za odniesione podczas koncertu obrażenia.
Grupa jednak się nie poddaje i w roku 1999 wydaje kolejny album Alive And Well.

### 2000 i później
W 2001 roku grupa ponownie wraca z nowym albumem – Guilty Pleasures.
Dwa lata później oficjalnie zostaje rozwiązana.
Jednak po kolejnych dwóch latach ponownie łączą swoje siły w składzie:
- Kevin DuBrow
- Frankie Banali
- Chuck Wright
- oraz nowy gitarzysta Alex Grossi

W styczniu 2006 z zespołu odchodzą Wright i Grossi, w grupie powstały duże rotacje wśród muzyków, zanim jednak sytuacja się wyklarowała w zespole znów byli
Wright i Grossi.
3 października 2006 premierę ma płyta „Rehab” nagrana w składzie:
- Kevin DuBrow
- Frankie Banali
- Tony Franklin
- Neil Citron

Gościnnie pojawia się także Glenn Hughes.
13 lipca 2007 roku grupa zagrała na glamrockowym festiwalu Rocklahoma, a 19 września 2007 zagrała darmowy koncert w Biloxi w stanie Missouri.
Dnia 25 listopada 2007 roku, w wieku 52 lat, na skutek przypadkowego przedawkowania kokainy zmarł frontman grupy Kevin DuBrow.
27 czerwca 2014 roku grupa wydała album Quiet Riot 10, pierwszy wydany album studyjny zespołu od 8 lat.
4 sierpnia 2017 roku ukazał się trzynasty album studyjny zespołu, zatytułowany Road Rage.

## Muzycy
Kompletna chronologiczna lista wszystkich składów Quiet Riot od roku 1975 do 2013.

### Obecny skład zespołu
- Chuck Wright – gitara basowa (1982, 1985–1987, 1994–1997, 2004–2007, od 2010)
- Alex Grossi – gitara (2004–2007, od 2010)
- James Durbin – wokal (od 2017)

### Byli członkowie zespołu
- Frankie Banali – perkusja (1982–1989, 1993–2007, 2010–2020)
- Kevin DuBrow (zmarły) – wokal (1975–1987, 1991–2007)
- Randy Rhoads (zmarły) – gitara (1975–1979)
- Kelly Garni – gitara basowa (1975–1978)
- Drew Forsythe – perkusja (1975–1982)
- Rudy Sarzo – gitara basowa (1978–1979, 1982–1985, 1987, 1997–2003)
- Greg Leon – gitara (1980–1982)
- Gary Van Dyke – gitara basowa (1980–1982)
- Carlos Cavazo – gitara (1982–1989, 1991–2003)
- Sean McNabb – gitara basowa (1987–1989, 2006)
- Paul Shortino – wokal (1987–1989)
- Bobby Rondinelli – perkusja (1991–1993)
- Kenny Hillery (zmarły) – gitara basowa (1991–1994)
- Neil Citron – gitara (2006)
- Tony Franklin – gitara basowa (2006)
- Mark Huff – wokal (2010–2012)
- Kevin St. John – wokal (2012)
- Scott Vokoun – wokal (2012–2013)
- Jizzy Pearl – wokal (2013–2016)
- Seann Nicols – wokal (2016–2017)

## Dyskografia

### Albumy studyjne
- 1978 Quiet Riot
- 1979 Quiet Riot II
- 1983 Metal Health
- 1984 Condition Critical
- 1986 QRIII
- 1988 Quiet Riot
- 1993 Terrified
- 1995 Down to the Bone
- 1999 Alive and Well
- 2001 Guilty Pleasures
- 2006 Rehab
- 2014 Quiet Riot 10
- 2017 Road Rage

### Kompilacje
- 1990 Winners Take All
- 1993 The Randy Rhoads Years
- 1996 Greatest Hits
- 1999 Super Hits
- 2000 The Collection
- 2005 Live & Rare Volume 1
- 2005 New and Improved

### Single
- 1977 „It’s Not So Funny”
- 1979 „Slick Black Cadillac”
- 1983 „Metal Health”
- 1983 „Cum On Feel the Noize”
- 1983 „Slick Black Cadillac”
- 1984 „Mama Weer All Crazee Now”
- 1984 „Party All Night”
- 1984 „Winners Take All”
- 1984 „Bad Boy”
- 1986 „The Wild and the Young”
- 1986 „Twilight Hotel”
- 1988 „Stay With Me Tonight”
- 1993 „Little Angel (Quiet Riot)”

## Wideografia
- 1986 Bang Thy Head
- 2004 Live in Japan
- 2003 Live in the 21st Century
- 2019 One Night in Milan

## Teledyski
- „Metal Health”
- „Cum on Feel the Noize”
- „Mama Weer All Crazee Now”
- „Party All Night”
- „The Wild and the Young”
- „Twilight Hotel”
- „Stay with Me Tonight”
- „Picking Up the Pieces”
- „Can’t Get Enough”